# Calle 145 (Manhattan)
La calle 145 es una calle transversal en el barrio de Harlem, en el borough de Manhattan de la ciudad de Nueva York (Estados Unidos). Es una de las 15 calles transversales trazadas en el Plan del Comisionado de 1811 que estableció la cuadrícula de calles numeradas en Manhattan. Forma la frontera norte del vecindario de Sugar Hill dentro de Harlem.

## Descripción
La calle 145 comienza en el lado oeste en Henry Hudson Parkway (Ruta 907V del estado de Nueva York), cruzando Riverside Drive, Broadway, Amsterdam Avenue, Convent Avenue y Saint Nicholas Avenue. La calle pasa por Edgecombe Avenue y Bradhurst Avenue, donde la calle 145 forma el límite sur del parque Jackie Robinson. La calle continúa, cruzando Frederick Douglass Boulevard, Adam Clayton Powell Boulevard y Lenox Avenue, antes de cruzar Harlem River Drive y luego conectarse con The Bronx sobre Harlem River a través del puente de la calle 145.

## Transporte
El Bx19 atraviesa la calle 145 de un extremo a otro, comenzando con un circuito en Riverbank State Park y regresando al Bronx por el puente de la calle 145 hasta el Jardín Botánico de Nueva York.
Las estaciones de metro son, de oeste a este:
- Calle 145 que sirve la ruta 1 en Broadway
- Calle 145 que sirve las rutas A, B, C y D en la Avenida San Nicolás
- Calle 145 que sirve la ruta 3 en Lenox Avenue